# Chilodes
Chilodes là một chi bướm đêm thuộc họ Noctuidae.

## Các loài
- Chilodes distracta (Eversmann, 1848)
- Chilodes dubiosa (Draudt, 1950)
- Chilodes maritimus – Silky Wainscot (Tauscher, 1806)
- Chilodes nigrosignata (Graeser, [1889])
- Chilodes pacifica Sugi, 1982